# Rhynchocalamus
Rhynchocalamus is een geslacht van slangen uit de familie toornslangachtigen (Colubridae) en de onderfamilie Colubrinae.

## Naam en indeling
De wetenschappelijke naam van de groep werd voor het eerst voorgesteld door Albert Günther in 1864. Enkele soorten behoorden eerder tot andere geslachten, zoals Homalosoma, Oligodon en Contia.
Er zijn vijf soorten, inclusief de pas in 2017 beschreven soort Rhynchocalamus levitoni.

## Verspreiding en habitat
Alle soorten komen voor op het Arabisch Schiereiland en leven in de landen Turkije, Syrië, Israël, Jordanië, Egypte, Iran, Irak, Saoedi-Arabië, Rusland, Armenië, Azerbeidzjan, Jemen en Oman.
De habitat bestaat uit scrubland en rotsige omgevingen. Ook in door de mens aangepaste streken zoals weilanden en landelijke tuinen kunnen de slangen worden aangetroffen.

## Beschermingsstatus
Door de internationale natuurbeschermingsorganisatie IUCN is aan twee soorten een beschermingsstatus toegewezen. Een soort wordt beschouwd als 'veilig' (Least Concern of LC) en een soort als 'onzeker' (Data Deficient of DD).

### Soorten
Het geslacht omvat de volgende soorten, met de auteur en het verspreidingsgebied.
| Naam                          | Auteur                                      | Verspreidingsgebied                                                                                 |
| ----------------------------- | ------------------------------------------- | --------------------------------------------------------------------------------------------------- |
| Rhynchocalamus arabicus       | Schmidt, 1933                               | Jemen, Oman                                                                                         |
| Rhynchocalamus dayanae        | Tamar, Šmíd, Göçmen, Meiri & Carranza, 2016 | Israël                                                                                              |
| Rhynchocalamus levitoni       | Torki, 2017                                 | Iran                                                                                                |
| Rhynchocalamus melanocephalus | Jan, 1862                                   | Turkije, Syrië, Israël, Jordanië, Egypte, Iran, Irak, Saoedi-Arabië, Rusland, Armenië, Azerbeidzjan |
| Rhynchocalamus satunini       | Nikolsky, 1899                              | Turkije, Armenië, Irak, Iran, Azerbeidzjan                                                          |